# Gurazi
Gurazi är ett vattendrag i Burundi.   Det ligger i provinsen Bubanza, i den nordvästra delen av landet, 40 kilometer norr om huvudstaden Bujumbura.
I omgivningarna runt Gurazi växer huvudsakligen savannskog. Runt Gurazi är det tätbefolkat, med 397 invånare per kvadratkilometer.